# Magnenci Decenci
Magnenci Decenci (en llatí Magnentius Decentius, que de fet apareix a les monedes com Magn. Decentius i podria ser també per Magne Decenti) va ser un militar romà nomenat cèsar l'any 351 per l'emperador Magnenci, després de la mort de Constant l'any 350.
Era germà de Magnenci (segons Víctor, Eutropi i Joan Zonaràs) o cosí (de fet consanguineum, γένει συναπτομένον, «parent de sang», segons el mateix Víctor, i Zòsim), i l'emperador el va elevar a aquella dignitat perquè governés la Gàl·lia i controlés els limites del Rin. El cap dels alamans, Gundomar, el va derrotar. En aquell moment, o potser una mica abans, es van revoltar els trèvers (treviri) que van li van refusar l'entrada a la seva ciutat Trèveris.
Després de la derrota de Magnenci l'any 353 a la batalla de Mons Seleucus, descartant la possibilitat de rebre cap ajut, i rodejat per tot arreu, es va suïcidar a Sens el 18 d'agost del 353.